# Spechbach (Alto Rin)
Spechbach es una comuna nueva francesa situada en el departamento de Alto Rin, de la región de Gran Este.

## Historia
Fue creada el 1 de enero de 2016, en aplicación de una resolución del prefecto de Alto Rin de 19 de noviembre de 2015 con la unión de las comunas de Spechbach-le-Bas y Spechbach-le-Haut, pasando a estar el ayuntamiento en la antigua comuna de Spechbach-le-Haut.

## Demografía
| Gráfica de evolución demográfica de Spechbach (Alto Rin) entre 1800 y 2013 |
|                                                                            |

Los datos entre 1800 y 2013 son el resultado de sumar los parciales de las dos comunas que forman la nueva comuna de Spechbach, cuyos datos se han cogido de 1800 a 1999, para las comunas de Spechbach-le-Bas y Spechbach-le-Haut de la página francesa EHESS/Cassini. Los demás datos se han cogido de la página del INSEE.

## Composición
| Comuna delegada   | Código INSEE | Población (2013) | Superficie (km²) | Densidad (hab./km²) |
| ----------------- | ------------ | ---------------- | ---------------- | ------------------- |
| Spechbach-le-Bas  | 68319        | 690              | 4.14             | 167                 |
| Spechbach-le-Haut | 68320        | 642              | 3.92             | 164                 |